# Suban Ngernprasert
Suban Ngernprasert (tiếng Thái: สุบรรณ เงินประเสริฐ, sinh ngày 22 tháng 10 năm 1994) còn được biết với tên đơn giản Bas (tiếng Thái: บาส) là một cầu thủ bóng đá người Thái Lan thi đấu ở vị trí tiền vệ cho câu lạc bộ Giải bóng đá Ngoại hạng Thái Lan Suphanburi.

## Danh hiệu

### Câu lạc bộ
Bangkok Glass
- Cúp Hiệp hội Bóng đá Thái Lan (1): 2014